# Chris White (roddare)
Chris White, född den 9 september 1960 i Gisborne i Nya Zeeland, är en nyzeeländsk roddare.
Han tog OS-brons i fyra med styrman i samband med de olympiska roddtävlingarna 1988 i Seoul.